# Downtown (película)
Downtown (conocida en Latinoamérica como Patrulla del barrio bajo y en España como Los cuasicops) es una película dramática estadounidense estrenada en el año 1990, protagonizada por Anthony Edwards, Forest Whitaker, Penelope Ann Miller y Joe Pantoliano bajo la dirección de Richard Benjamin.

## Sinopsis
El oficial de policía Alex Kearney (Edwards) es un patrullero en Bryn Mawr, un lujoso suburbio de Filadelfia hasta que detiene a un importante empresario por error. Como castigo lo envían a trabajar al centro de la ciudad, el recinto más peligroso y lleno de crímenes del lugar, donde tendrá que enfrentar toda clase de riesgos.

## Reparto
- Anthony Edwards como Alex Kearney
- Forest Whitaker como Dennis Curren
- Penelope Ann Miller como Lori Mitchell
- Joe Pantoliano como White
- David Clennon como Jerome Sweet
- Art Evans como Henry Coleman
- Rick Aiello como Mickey Witlin
- Roger Aaron Brown como Sam Parral
- Ron Canada como Lowell Harris
- Wanda De Jesus como Luisa Diaz
- Frank McCarthy como Ben Glass
- Kimberly Scott como Christine Curren
- Danuel Pipoly como Skip Markowitz
- Vinnie Curto como el señor López